# 데스티니 모듈

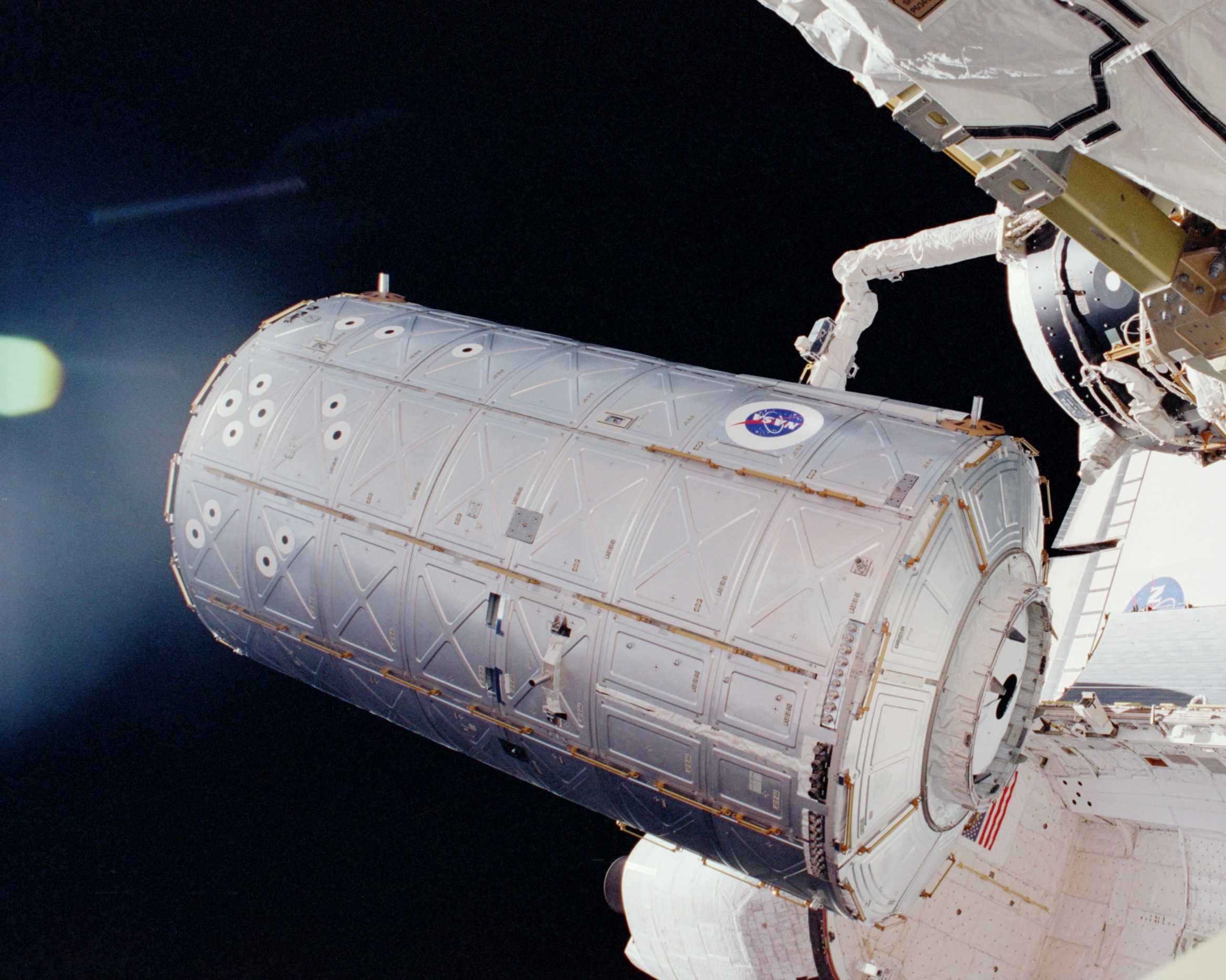
데스티니 연구 모듈(NASA)

데스티니(Destiny, 운명이라는 뜻)은 국제 우주 정거장의 모듈 중 하나이며, 2001년 2월에 미국 우주왕복선의 STS-98 비행으로 발사되었다. 길이는 8.5 m, 지름은 4.3 m, 무게는 24,023 kg이다.

## 기관
국제 우주 정거장 최초의 실험실로, 무중력 상태에서의 각종 과학 기술 연구가 목적이다. 이탈리아의 콜럼버스 연구소 모듈, 일본의 키보 연구소 1차 모듈 등 다른 우주 실험 모듈의 지휘 통제 센터 역할도 수행한다. 미국 우주 비행사들의 주거 공간으로도 사용되는데, 화장실은 없다.